# Híster Ètic
Híster Ètic o Íster Ètic, en llatí Aeticus Hister o Ister, fou un escriptor romà del segle iv, nascut a Ístria segons el seu cognom, o segons Raban Maur a Escítia. Va escriure un llibre de geografia titulat Aethici Cosmographia. En alguns manuscrits se l'anomena sofista o filòsof.
Al prefaci de l'obra es diu que Juli Cèsar va ordenar mesurar tot el món romà i es va encarregar de fer-ho als homes més capaços, i que això es va produir quan eren cònsols Cèsar i Marc Antoni. Tres grecs, Zenodoxos, Teodotos i Policlitos, van ser designats per fer-ho. Zenodotos va mesurar la part oriental de l'imperi, i va trigar vint-i-cinc anys per fer-ho. Teodotos la part nord, i va trigar vint-i-nou anys, i Policlitos la part sud, cosa que li va ocupar trenta-dos anys. Es va presentar un informe davant del senat en acabar els mesuraments, però no hi ha acord sobre si les dates donades són correctes, ja que els resultats es van presentar abans dels 32 anys que diu que va estar Policlitos en mesurar la seva porció. En aquesta introducció no es fa menció de la part corresponent a l'est, que també es va mesurar. En temps d'August es va compilar un cens dels habitants de l'imperi, i sembla que es va fer paral·lelament amb els mesuraments geogràfics.
L'obra d'Híster consta de dues parts. La primera descriu les quatre parts del món romà, i a continuació fa un llistat d'accidents geogràfics, mars, caps, muntanyes, illes, penínsules, províncies, ciutats, rius i gent. Són llistes sense descripcions, excepte els rius, dels que s'indica el naixement, el curs i la longitud. La segona part, que porta per títol Alia totius orbis descriptio, té quatre divisions: 1. Asiae Provinciae situs cum limitibus et populis suis. 2. Europae situs. 3. Africae situs. 4. Insulae Nostri Maris. Aquesta segona part la reprodueix Orosi amb poques variants, però sembla que Híster Ètic ho va manllevar d'Orosi.
El llibre conté molts errors. De vegades un mateix nom apareix en llocs diferents, un país és el nom d'una ciutat, o es descriuen com a illes llocs que corresponen al continent. El conjunt té poc interès, però dona algunes dades no gaire conegudes. Les fonts d'aquest llibre són bàsicament les mesures descrites anteriorment i altres llistes de documents oficials. També la Naturalis Historia de Plini. Cassiodor parla d'una obra cosmogràfica elaborada per Juli Honori en uns termes que corresponen quasi exactament a aquesta Cosmografia d'Híster.